# Alchemilla flabellata
Alchemilla flabellata är en rosväxtart som beskrevs av Robert Buser. Alchemilla flabellata ingår i släktet daggkåpor, och familjen rosväxter. Inga underarter finns listade i Catalogue of Life.

## Bildgalleri

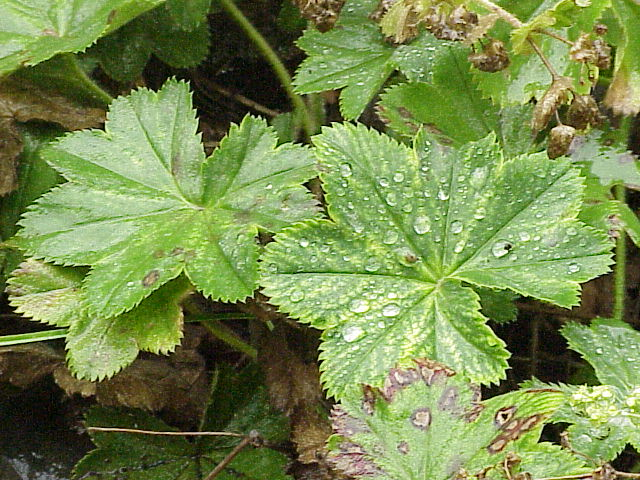
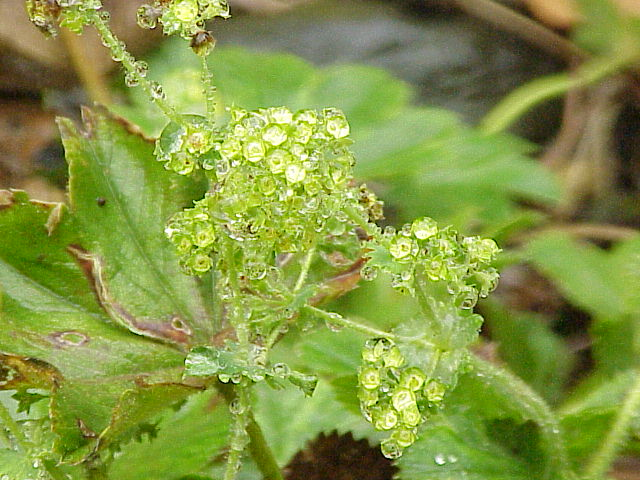
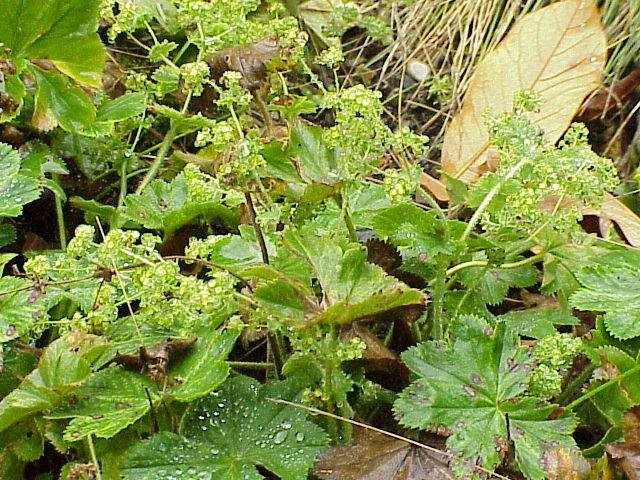